# San Paolo d’Argon

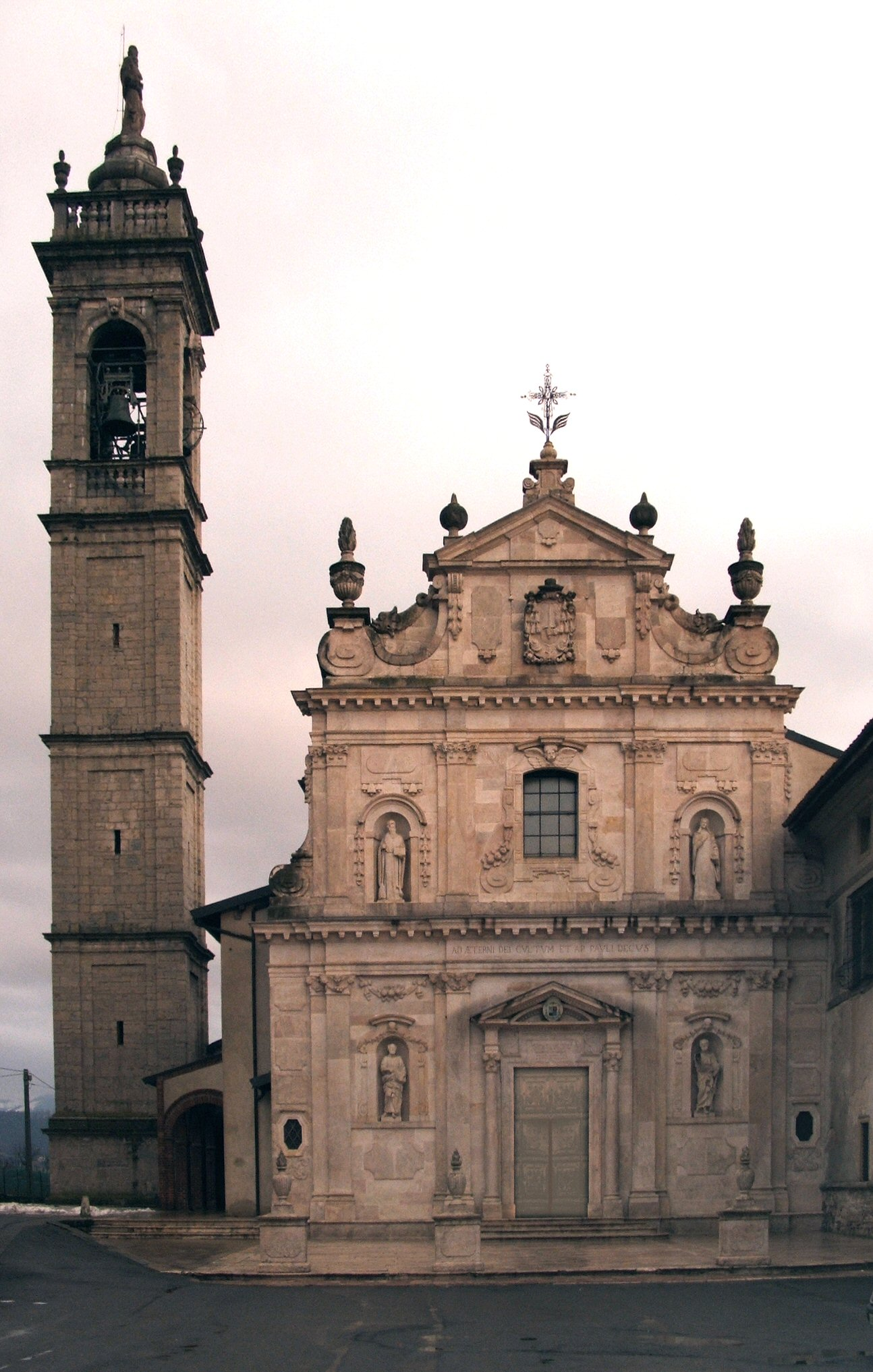
Barockkirche

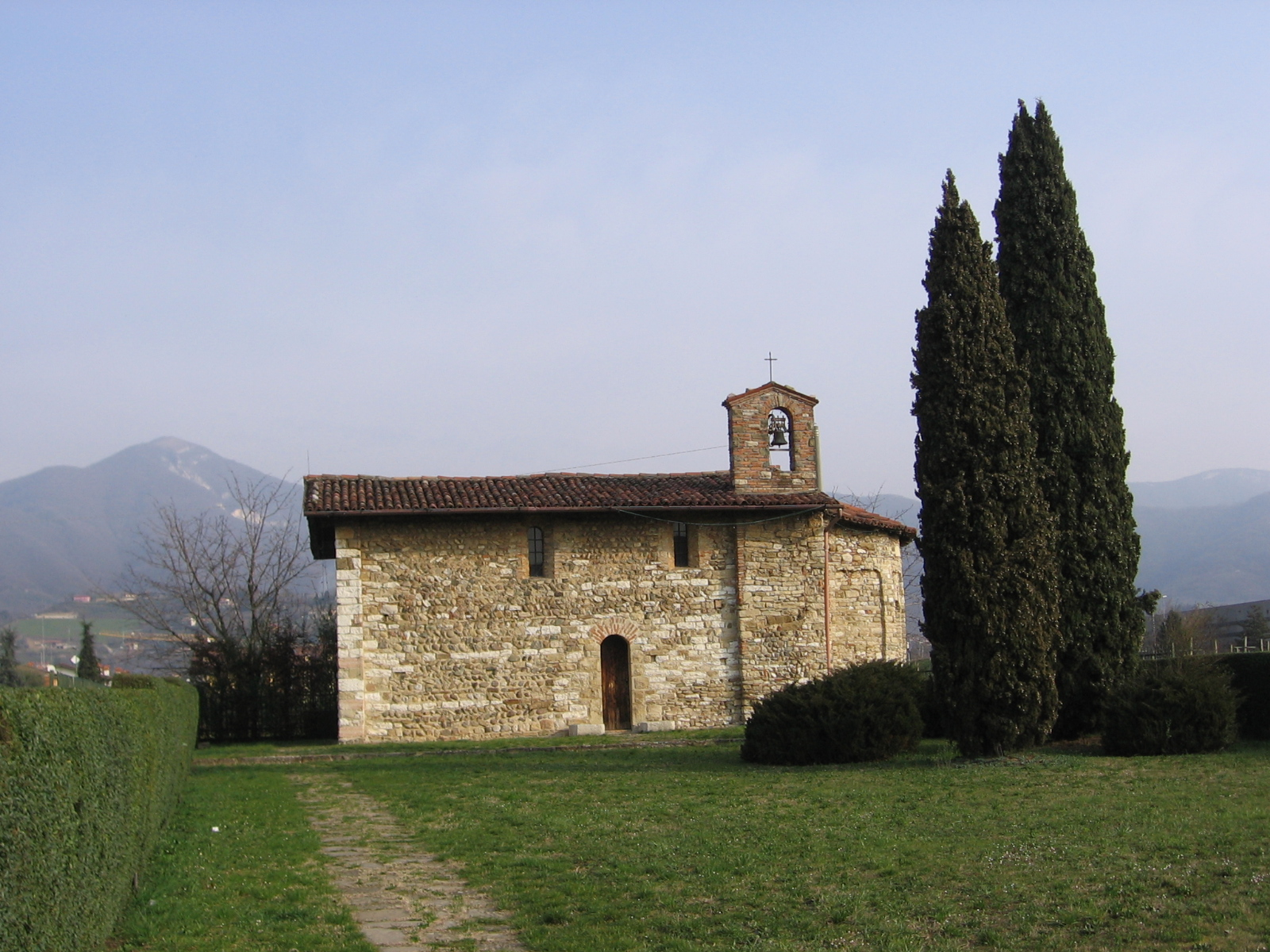
San Pietro delle Passere

San Paolo d’Argon ist eine norditalienische Gemeinde (comune) mit 5882 Einwohnern (Stand 31. Dezember 2023) in der Provinz Bergamo in der Lombardei. Der frühere Name des Ortes war Bozzone, während San Paolo d’Argon sich auf den Klosterkomplex bezog.
Die Gemeinde liegt an der Strada Statale 42 vom Tonalepass nach Mendelpass. Die westlich gelegene Provinzhauptstadt Bergamo ist von hier aus in zehn Kilometer Entfernung zu erreichen.

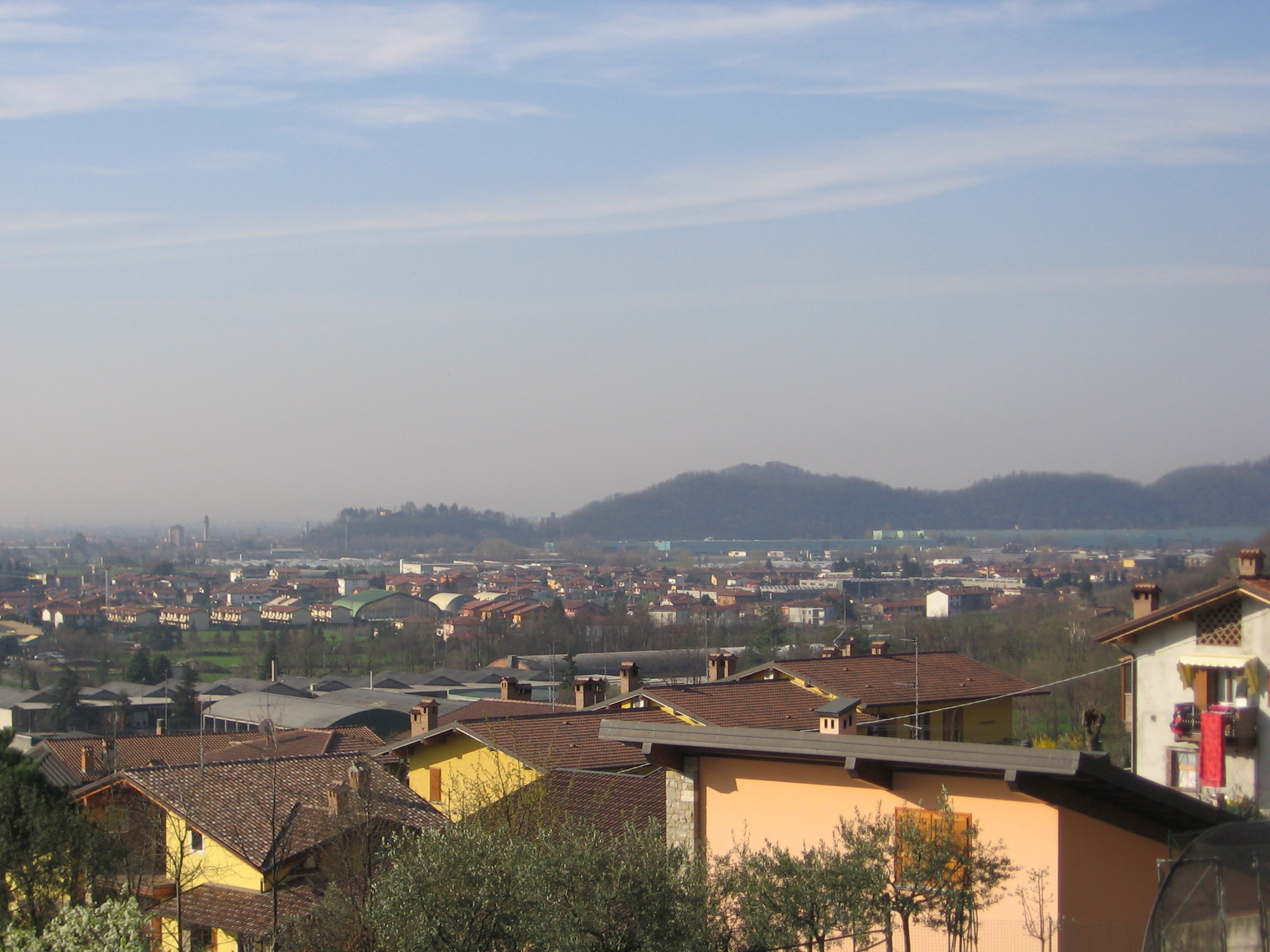
Panorama

## Persönlichkeiten
- Domenico Messi (* um 1650 in Bergamo; † nach  1684 ebenda ?), Architekt an der Kirche des Benediktinerklosters von San Paolo d’Argon[2]